# Championnat de Finlande de hockey sur glace 1993-1994
Saison précédente Saison suivante
La saison 1993-1994 est la dix-neuvième saison de la SM-Liiga.
Le TPS Turku a remporté la saison régulière mais a été battu 3-1 en finale des séries éliminatoires par le Jokerit Helsinki qui a remporté ainsi le titre de champion de Finlande.

## Déroulement
Les douze équipes de la division élite jouent chacune un total de 48 matchs lors de la saison régulière. Une victoire rapporte deux points, un match nul un point et une défaite aucun point. Les huit premières équipes sont qualifiées pour les séries éliminatoires, l'équipe classée douzième dispute un barrage de promotion/relégation contre les meilleures équipe de la division inférieure.
Cette saison, deux nouveaux trophées sont créés : le trophée Lasse-Oksanen récompense le meilleur joueur de la saison régulière et le trophée Jari-Kurri est remis au meilleur joueur des séries éliminatoires.

## Saison régulière

### Classement
|    | Équipe           | PJ | V  | N | D  | BP  | BC  | Diff | Pts |
| -- | ---------------- | -- | -- | - | -- | --- | --- | ---- | --- |
| 1  | TPS Turku        | 48 | 34 | 0 | 14 | 227 | 124 | +103 | 68  |
| 2  | Ässät Pori       | 48 | 25 | 7 | 16 | 185 | 148 | +37  | 57  |
| 3  | Jokerit Helsinki | 48 | 26 | 4 | 18 | 181 | 131 | +50  | 56  |
| 4  | Lukko Rauma      | 48 | 26 | 4 | 18 | 165 | 142 | +23  | 56  |
| 5  | JYP Jyväskylä    | 48 | 26 | 4 | 18 | 157 | 135 | +22  | 56  |
| 6  | Ilves Tampere    | 48 | 21 | 9 | 18 | 153 | 144 | +9   | 51  |
| 7  | Tappara Tampere  | 48 | 23 | 5 | 20 | 175 | 175 | 0    | 51  |
| 8  | HIFK             | 48 | 23 | 4 | 21 | 167 | 161 | +6   | 50  |
| 9  | HPK Hämeenlinna  | 48 | 23 | 3 | 22 | 167 | 170 | -3   | 49  |
| 10 | KalPa Kuopio     | 48 | 16 | 5 | 27 | 143 | 170 | -27  | 37  |
| 11 | Kiekko-Espoo     | 48 | 13 | 5 | 30 | 138 | 197 | -59  | 31  |
| 12 | Reipas Lahti     | 48 | 6  | 2 | 40 | 119 | 280 | -161 | 14  |

### Meilleurs pointeurs
Cette section présente les meilleurs pointeurs de la saison régulière.
| #  | Joueur         | Équipe           | PJ | B  | A  | Pts |
| -- | -------------- | ---------------- | -- | -- | -- | --- |
| 1  | Esa Keskinen   | TPS Turku        | 47 | 23 | 47 | 70  |
| 2  | Marko Jantunen | TPS Turku        | 48 | 29 | 29 | 58  |
| 3  | Sami Kapanen   | KalPa Kuopio     | 48 | 23 | 32 | 55  |
| 4  | Saku Koivu     | TPS Turku        | 47 | 23 | 30 | 53  |
| 5  | Otakar Janecký | Jokerit Helsinki | 48 | 10 | 42 | 52  |
| 6  | Jari Korpisalo | Ässät Pori       | 48 | 26 | 23 | 49  |
| 7  | Timo Jutila    | Tappara Tampere  | 48 | 13 | 36 | 49  |
| 7  | Pauli Järvinen | Tappara Tampere  | 48 | 13 | 36 | 49  |
| 9  | Tomas Kapusta  | HPK Hämeenlinna  | 43 | 21 | 27 | 48  |
| 10 | Marko Palo     | HPK Hämeenlinna  | 48 | 25 | 22 | 47  |

## Séries éliminatoires
Les séries se jouent au meilleur des cinq rencontres, le match pour la troisième place se joue en une seule rencontre.
|  | Quarts de finale | Quarts de finale |                  |             | Demi-finales           | Demi-finales |  |  | Finale          | Finale |
|  | Quarts de finale | Quarts de finale |                  |             | Demi-finales           | Demi-finales |  |  | Finale          | Finale |
|  |                  |                  |                  |             |                        |              |  |  |                 |        |
|  |                  |                  |                  |             |                        |              |  |  |                 |        |
|  |                  |                  |                  |             |                        |              |  |  |                 |        |
|  | TPS Turku        | 3                |                  |             |                        |              |  |  |                 |        |
|  | TPS Turku        | 3                |                  |             |                        |              |  |  |                 |        |
|  | HIFK             | 0                |                  |             |                        |              |  |  |                 |        |
|  | HIFK             | 0                | TPS Turku        | 3           |                        |              |  |  |                 |        |
|  |                  |                  | TPS Turku        | 3           |                        |              |  |  |                 |        |
|  |                  | Tappara Tampere  | 1                |             |                        |              |  |  |                 |        |
|  | Ässät Pori       | Tappara Tampere  | 1                | 2           |                        |              |  |  |                 |        |
|  | Ässät Pori       |                  |                  | 2           |                        |              |  |  |                 |        |
|  | Tappara Tampere  | 3                |                  |             |                        |              |  |  |                 |        |
|  | Tappara Tampere  | 3                | TPS Turku        | 1           |                        |              |  |  |                 |        |
|  |                  |                  | TPS Turku        | 1           |                        |              |  |  |                 |        |
|  |                  | Jokerit Helsinki | 3                |             |                        |              |  |  |                 |        |
|  | Jokerit Helsinki | Jokerit Helsinki | 3                | 3           |                        |              |  |  |                 |        |
|  | Jokerit Helsinki |                  |                  | 3           |                        |              |  |  |                 |        |
|  | Ilves Tampere    | 1                |                  |             |                        |              |  |  |                 |        |
|  | Ilves Tampere    | 1                | Jokerit Helsinki | 3           |                        |              |  |  |                 |        |
|  |                  |                  | Jokerit Helsinki | 3           | Match pour la 3e place |              |  |  |                 |        |
|  |                  | Lukko Rauma      | 1                |             |                        |              |  |  |                 |        |
|  | Lukko Rauma      | Lukko Rauma      | 1                | 3           |                        |              |  |  |                 |        |
|  | Lukko Rauma      |                  |                  | 3           |                        |              |  |  |                 |        |
|  | JYP Jyväskylä    | 1                |                  | Lukko Rauma | 1                      |              |  |  |                 |        |
|  | JYP Jyväskylä    | 1                |                  | Lukko Rauma | 1                      |              |  |  |                 |        |
|  |                  |                  |                  |             |                        |              |  |  | Tappara Tampere | 0      |
|  |                  |                  |                  |             |                        |              |  |  | Tappara Tampere | 0      |

## Poule d'accession à la SM-liiga
L'équipe classée première à l'issue de ce mini-championnat disputé en matchs aller-retour joue la saison 1994-95 en SM-liiga.
|   | Équipe             | PJ | V | N | D | BP | BC | Diff | Pts |
| - | ------------------ | -- | - | - | - | -- | -- | ---- | --- |
| 1 | TuTo Turku         | 6  | 4 | 0 | 2 | 24 | 25 | -1   | 8   |
| 2 | SaiPa Lappeenranta | 6  | 3 | 0 | 3 | 24 | 22 | +2   | 6   |
| 3 | Jokipojat Joensuu  | 6  | 2 | 1 | 3 | 28 | 25 | +3   | 5   |
| 4 | Reipas Lahti       | 6  | 2 | 1 | 3 | 19 | 23 | -4   | 5   |

Le TuTo Turku remporte la poule et est promu en SM-liiga aux dépens du Reipas Lahti.

## Trophées et récompenses
| Kanada-malja : Champion de Finlande                            | Jokerit Helsinki                |
| Kultainen kypärä : Meilleur joueur élu par ses pairs           | Esa Keskinen (TPS Turku)        |
| Trophée Kalevi-Numminen : Meilleur entraîneur                  | Vladimir Iourzinov (TPS Turku)  |
| Trophée Jarmo-Wasama : Meilleur joueur recrue                  | Juha Lind (Jokerit Helsinki)    |
| Trophée Matti-Keinonen : Meilleur ratio +/-                    | Aleksandr Smirnov (TPS Turku)   |
| Trophée Raimo-Kilpiö : Joueur le plus fair-play                | Tero Lehterä (Espoo Blues)      |
| Trophée Urpo-Ylönen : Meilleur gardien de but                  | Kari Takko (Ässät Pori)         |
| Trophée Pekka-Rautakallio : Meilleur défenseur                 | Petteri Nummelin (TPS Turku)    |
| Trophée Aarne-Honkavaara : Meilleur buteur                     | Marko Jantunen (TPS Turku)      |
| Trophée Veli-Pekka-Ketola : Meilleur pointeur                  | Esa Keskinen (TPS Turku)        |
| Trophée Lasse-Oksanen : Meilleur joueur de la saison régulière | Esa Keskinen (TPS Turku)        |
| Trophée Jari-Kurri : Meilleur joueur des séries éliminatoires  | Ari Sulander (Jokerit Helsinki) |